# 吉澤庸光
吉澤 庸光（よしざわ つねみつ、1930年 - 2002年1月頃 ）は、NHKの元職員。在局中、主に芸能番組や音楽番組の制作に携わり、特にNHKのど自慢のプロデューサー、審査員として活躍した。そのため退局後、10年間鐘を担当した。
2002年初頭に死去したが、この事実は5年あまりに渡って公表されていなかった。そのため、具体的な死亡日時は不明（後任の秋山気清は2002年4月より正式に鐘担当者となっている）。

## 主な経歴
- 1979年～1980年　『NHKのど自慢』チーフプロデューサー、その後同番組の審査員。
- 1989年　NHKを定年退局。
- 1993年～2002年　『NHKのど自慢』の鐘を担当。

| スタブアイコン | サブスタブ | この項目は、まだ閲覧者の調べものの参照としては役立たない、人物に関連した書きかけの項目です。この項目を加筆・訂正などしてくださる協力者を求めています（P:人物伝/PJ:人物伝）。 |